# Eddie Charlton (Squashspieler)
Eddie Charlton (* 11. Juli 1988 in Nottingham) ist ein ehemaliger englischer Squashspieler. 

## Karriere
Eddie Charlton begann seine Karriere im Jahr 2007 und gewann acht Titel auf der PSA World Tour. Seine beste Platzierung in der Weltrangliste erreichte er mit Rang 50 im April 2015. Er qualifizierte sich 2013 erstmals erfolgreich für die Weltmeisterschaft, schied aber in der ersten Runde aus.
Seit Juli 2016 ist er mit Emma Beddoes verheiratet, die kurz zuvor ihre aktive Squashkarriere beendet hatte.

## Erfolge
- Gewonnene PSA-Titel: 8